# Residuo (España)
Residuo es cualquier sustancia u objeto que su poseedor deseche o tenga la intención o la obligación de desechar.
En España la gestión de residuos está regulada por la Ley 7/2022, de 8 de abril, de residuos y suelos contaminados para una economía circular, que deroga el marco legislativo anterior, constituido por la Ley 22/2011, de 28 de julio, de residuos y suelos contaminados (abreviada habitualmente como LR) y por el Real Decreto 833/1988, de 20 de julio, por el que se aprueba el Reglamento para la ejecución de la Ley 20/1986, de Básica de Residuos Tóxicos y Peligrosos.
La norma excluye de su ámbito las emisiones a la atmósfera que estén reguladas en la Ley 34/2007, de 15 de noviembre, de calidad del aire y protección de la atmósfera, así como el dióxido de carbono capturado y transportado con fines de almacenamiento geológico y efectivamente almacenado en formaciones geológicas de conformidad con la Ley 40/2010, de 29 de diciembre, de almacenamiento geológico de dióxido de carbono.Tampoco se aplica al almacenamiento geológico de dióxido de carbono realizado con fines de investigación, desarrollo o experimentación de nuevos productos y procesos siempre que la capacidad prevista de almacenamiento sea inferior a 100 kilotoneladas.
Igualmente excluye los suelos no contaminados excavados en ciertas condiciones, los residuos radiactivos, los explosivos desclasificados y algunas materias fecales.
Asimismo, no resulta de aplicación a ciertos tipos de residuos, siempre y cuando se regulen por otra normativa comunitaria, como son las aguas residuales, los subproductos animales (salvo cuando se destinen a la incineración, a los vertederos o sean utilizados en una planta de biogás o de compostaje), ciertos cadáveres de animales y los residuos mineros (es decir, los residuos resultantes de la prospección, de la extracción, del tratamiento o del almacenamiento de recursos minerales, así como de la explotación de canteras cubiertos por el Real Decreto 975/2009).
Frente al marco normativo anterior que las excluía de su ámbito de aplicación, la Ley 7/2022 establece que no está permitida la quema de residuos vegetales generados en el entorno agrario o silvícola.

## Clases de residuos
Los residuos se dividen en domésticos comerciales, industriales y peligrosos.
Residuos domésticos, que son los residuos generados en los hogares como consecuencia de las actividades domésticas. Se consideran también residuos domésticos los similares a los anteriores generados en servicios e industrias.
Se incluyen también en esta categoría los residuos que se generan en los hogares de aparatos eléctricos y electrónicos, ropa, pilas, acumuladores, muebles y enseres así como los residuos y escombros procedentes de obras menores de construcción y reparación domiciliaria.
Tendrán la consideración de residuos domésticos los residuos procedentes de limpieza de vías públicas, zonas verdes, áreas recreativas y playas, los animales domésticos muertos y los vehículos abandonados.
Los residuos comerciales» son los residuos generados por la actividad propia del comercio, al por mayor y al por menor, de los servicios de restauración y bares, de las oficinas y de los mercados, así como del resto del sector servicios.
Los residuos industriales son residuos resultantes de los procesos de fabricación, de transformación, de utilización, de consumo, de limpieza o de mantenimiento generados por la actividad industrial, excluidas las emisiones a la atmósfera reguladas en la Ley 34/2007, de 15 de noviembre.
Un residuo peligroso es un residuo que presenta una o varias de las características peligrosas enumeradas en el anexo III, y aquel que pueda aprobar el Gobierno de conformidad con lo establecido en la normativa europea o en los convenios internacionales de los que España sea parte, así como los recipientes y envases que los hayan contenido.

## Valorización y restricción de quemas
La Ley de Residuos tiene por objeto fomentar, por este orden, su prevención, reutilización, reciclado y otras formas de valorización, evitando la incineración y asegurando que los destinados a operaciones de eliminación reciban un tratamiento adecuado, y contribuir a un desarrollo sostenible de esta actividad.
Por otro lado, en España está regulada la producción y gestión de los residuos procedentes de todo tipo de obras: edificación, urbanización, demolición, reforma, etc.A tales efectos es preceptiva la redacción de un Plan de Gestión de Residuos Construcción-Demolición (RCD).
La Ley establece los siguientes objetivos, para antes de 2020:
- La cantidad de residuos domésticos y comerciales destinados a la preparación para la reutilización y el reciclado para las fracciones de papel, metales, vidrio, plástico, biorresiduos u otras fracciones reciclables deberá alcanzar, en conjunto, como mínimo el 50% en peso.
- La cantidad de residuos no peligrosos de construcción y demolición destinados a la preparación para la reutilización, el reciclado y otra valorización de materiales, con exclusión de los materiales en estado natural definidos en la categoría 17 05 04 de la lista de residuos, deberá alcanzar como mínimo el 70% en peso de los producidos.

Respecto a la eliminación, se indica que las autoridades ambientales en su respectivo ámbito competencial se asegurarán de que, cuando no se lleve a cabo la recogida de los residuos por métodos eficientes, los residuos se sometan a operaciones de eliminación seguras adoptando las medidas que garanticen la protección de la salud humana y el medio ambiente, siendo preferible la trituración al incinerado de acuerdo con la escala de valorización de la ley. Los residuos deberán ser sometidos a tratamiento previo a su eliminación, salvo que el tratamiento de los mismos no sea técnicamente viable o no quede justificado por razones de protección de la salud humana y del medio ambiente.